# Kálváriatemplom (Szatmárnémeti)
A szatmárnémeti Kálváriatemplom műemlékké nyilvánított épület Romániában, Szatmár megyében. A romániai műemlékek jegyzékében az SM-II-m-B-05209 sorszámon szerepel.

## Leírása
A szatmárnémeti kálváriatemplom oltára Hölzel Albin munkája.